# 1009

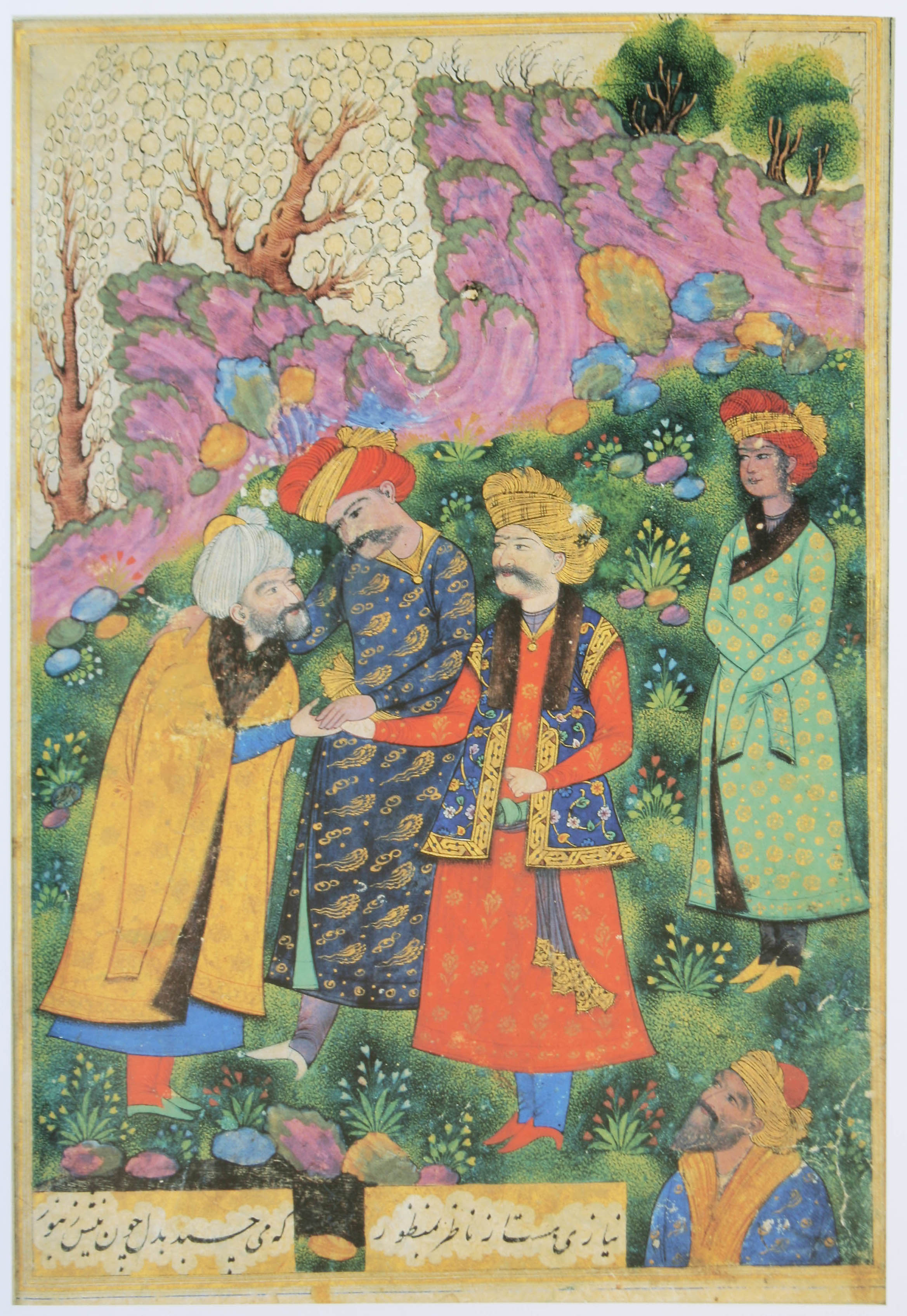
Sultan Mahmud van Ghazni (in het rood)

Het jaar 1009 is het 9e jaar in de 11e eeuw volgens de christelijke jaartelling.

## Gebeurtenissen

### Europa
- Zomer - Lombardische troepen onder leiding van Melus, een Lombardische edelman, komen in Bari in opstand tegen het katapanaat Italië (een provincie van het Byzantijnse Rijk).Melus mobiliseert een groot leger en valt het zuiden van Italië binnen. Ondertussen verspreidt de opstand zich snel naar andere steden, waar duizenden rebellen zich aansluiten om de Byzantijnen te verdrijven.[1]
- Koning Hendrik II ("de Heilige") consolideert zijn macht en versterkt zijn politieke banden met de Katholieke Kerk. Hij laat zijn zwager Hendrik I afzetten als hertog van Beieren. Ondertussen wordt Gunzelin, markgraaf van Meißen, verdacht van het sluiten van een alliantie met hertog Boleslav I ("de Verschrikkelijke") tegen hem. Gunzelin wordt gevangengenomen en door Hendrik afgezet.[2]
- 1 november - Berberse troepen onder bevel van Sulayman ibn al-Hakam verslaan de Omajjaden kalief Mohammed II in een veldslag bij Alcolea. Sulayman verovert Córdoba, de stad wordt door de Berbers en Castilianen geplunderd. Later wordt Sulayman de heerser van het kalifaat van Córdoba en geeft hij een groot feest ter ere van graaf Sancho I (vanwege hem op de troon te zetten).[3]
- 13 november - Werner van Walbeck, markgraaf van de Noordmark, laat zijn zwager Dedo I van Wettin vermoorden, nadat zijn burcht in Wolmirstedt is afgebrand. Hendrik II ("de Heilige") maakt hiervan gebruik en laat de bijhorende leengoederen van Dedo confisqueren.[4]

### Azië
- Mahmud van Ghazni, heerser van het Ghaznavidische Rijk, overwint met zijn leger de hindoevorsten in Peshawar (huidige Pakistan). Hij lijft het gebied van Punjab (noordwest India) in bij zijn rijk.[5]

### Ontdekkingsreizen
- Thorfinn Karlsefni, een IJslandse handelsreiziger, leidt een expeditie met drie schepen en ongeveer 160 kolonisten naar Amerika, door de Vikingen ook wel Vinland ("Wijnland") genoemd. In een baai gaat hij aan land en sticht ter plaatse de Straumsfjord nederzetting. (waarschijnlijke datum)

### Religie
- Zomer - Paus Johannes XVIII treedt al dan niet vrijwillig af en trekt zich terug in de abdij van Sint-Paulus buiten de Muren. Kort daarna overlijdt Johannes na een pontificaat van 5 jaar, hij wordt opgevolgd door Sergius IV als de 142e paus van de Katholieke Kerk. Voor zijn pontificaat is hij bekend onder de naam Pietro da Albano als bisschop van Albano (een bisdom nabij Rome).[6]
- Stefanus I ("de Heilige"), grootvorst van de Magyaren, sticht de bisdommen Veszprém, Pécs en Győr. (waarschijnlijke datum)
- De Heilig Grafkerk in Jeruzalem wordt op bevel van de Fatimidische kalief Al-Hakim bi-Amr Allah tot de grond gelijk gemaakt.
- De Dom van Mainz wordt ingewijd door aartsbisschop Willigis, maar nog dezelfde dag door brand verwoest.

## Geboren
- 22 mei - Su Xun, Chinees filosoof en schrijver (overleden 1066)
- 14 december - Go-Suzaku, keizer van Japan (overleden 1045)
- Yusuf ibn Tashfin, heerser van de Almoraviden (overleden 1106)

## Overleden
- 13 november - Dedo I van Wettin, graaf van Merseburg
- Bernard Willem, hertog van Gascogne (r. 996 - 1009)[7]
- Ibn Yunus, Egyptisch astronoom, wiskundige en schrijver[8]
- Johannes XVIII, paus van de Katholieke Kerk (r 1003 - 1009)
- Pietro II Orseolo (of Piero), doge van Venetië (r. 991 - 1009)